# Chiesa di Sant'Alessandro in Agros
La chiesa di sant'Alessandro in Agros è un edificio religioso di origine romanica sito nel comune di Villongo, in provincia di Bergamo. Si trova fuori dal centro abitato, nei pressi del cimitero di Sant'Alessandro, in posizione dominante su una leggera altura.

## Storia
Le prime testimonianze della chiesa sono da individuare nell'XI-XII secolo. L'aula era di dimensioni ridotte e aveva la funzione di parrocchiale. Risalgono soprattutto al periodo tra il XVI e il XVIII secolo le principali modifiche e ampliamenti che riguardano la struttura architettonica della chiesa e la sua decorazione artistica. La creazione della torre campanaria risale al XVI secolo mentre la forma quadrata dell'aula risale al XVIII secolo.

## Descrizione

### Esterno
La facciata della chiesa, caratterizzata da un rosone, è a capanna e presenta un portale composto da piedritti e architrave. Il campanile a vela, di dimensioni modeste, non presenta una cassa di risonanza. L'abside, di forma semicircolare, è scandita da archetti pensili e lesene. Il prospetto meridionale presenta due monofore, una cassetta per le elemosine inserita a seguito del restauro del 1842 e un dipinto murale raffigurante la danza macabra.

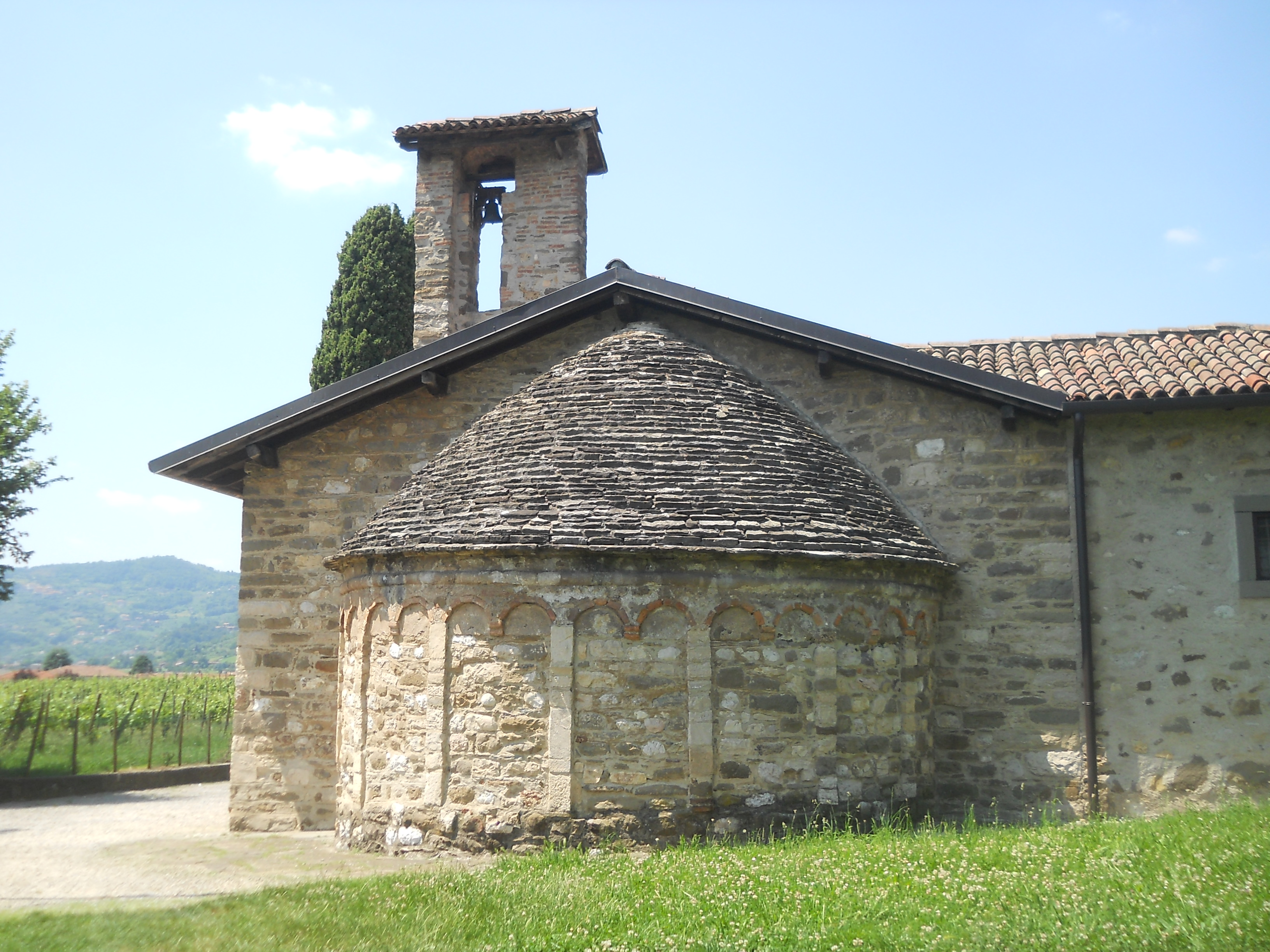
Abside semicircolare della chiesa

### Interno
La chiesa è un edificio ad aula unica suddivisa in tre campate da due archi trasversali e terminante con un'abside semicircolare, preceduta dall'arco trionfale su cui sono stati raffigurati sant'Alessandro a cavallo, una Crocifissione e un'Annunciazione. Al nucleo centrale venne annesso nel 1575 il complesso della sacrestia. Sul primo arco ogivale sono invece rappresentati san Pietro da Verona, mentre nella terza campata della parete meridionale campeggia san Pantaleone di Nicomedia. A seguito del restauro del 1978 è stata aggiunta l'attuale pavimentazione in cotto, mentre davanti alla zona absidale sono state inserite due lastre d'ardesia, la più antica delle quali riporta la data del 1665.